# Campeonato Citadino de Sorocaba de 1946
O Campeonato de Futebol da Liga Sorocaba de Futebol (LISOFU) de 1946 foi a décima primeira edição do Campeonato Citadino de Sorocaba.
Disputado entre 24 de Março e 30 de Março de 1947, teve o Scarpa, como campeão e o Votorantim na segunda colocação. Foram mais de um ano de disputa, porém com poucos jogos, já que as datas se coincidiam com a disputa do Campeonato Interior, no qual o Fortaleza estava participando.
Ao todo, foram 20 jogos, com 78 gols marcados (uma média de 3,9 por jogo).
Antes do Campeonato Citadino houve um Torneio Início, promovido pela LISOFU, onde se sagrou vencedor o Scarpa.

## Participantes
- Estrada de Ferro Sorocabana Futebol Clube
- Associação Atlética Scarpa
- Esporte Clube São Bento
- Fortaleza Clube
- Clube Atlético Votorantim

## Torneio Início
|  | Eliminatória | Eliminatória | Eliminatória |  |  | Semifinais | Semifinais | Semifinais |  |  | Finais | Finais    | Finais |
|  |              |              |              |  |  |            |            |            |  |  |        |           |        |
|  |              |              |              |  |  |            | Estrada    | 0          |  |  |        |           |        |
|  |              | Fortaleza    | 0(1)         |  |  |            | Fortaleza  | 1          |  |  |        |           |        |
|  |              | São Bento    | 0(0)         |  |  |            |            |            |  |  |        | Fortaleza | 0      |
|  |              |              |              |  |  |            |            |            |  |  |        | Scarpa    | 2      |
|  |              |              |              |  |  |            | Scarpa     | 2          |  |  |        |           |        |
|  |              |              |              |  |  |            | Votorantim | 1          |  |  |        |           |        |

## Tabela
PRIMEIRO TURNO
24/03 - AA Scarpa 3x2 CA Votorantim
05/05 - EC Sao Bento 1x3 EF Sorocabana
16/06 - EF Sorocabana 2x6 AA Scarpa
30/06 - EC Sao Bento 0x5 AA Scarpa
04/08 - Fortaleza 1x1 EC Sao Bento
11/08 - CA Votorantim 2x1 EF Sorocabana
18/08 - Fortaleza 2x1 AA Scarpa
25/08 - CA Votorantim 5x2 EC Sao Bento
01/09 - EF Sorocabana 0x1 Fortaleza
SEGUNDO TURNO
15/09 - EC Sao Bento 3x1 Fortaleza
22/09 - AA Scarpa 4x3 EF Sorocabana
20/10 - EF Sorocabana 1x1 EC Sao Bento
27/10 - AA Scarpa 2x2 Fortaleza
17/11 - Fortaleza 2x3 EF Sorocabana
01/12 - AA Scarpa 2x2 EC Sao Bento
15/12 - Fortaleza 0x1 CA Votorantim
09/03/1947 - EC Sao Bento 3x0 CA Votorantim
16/03/1947 - CA Votorantim 1x2 Fortaleza
23/03/1947 - EF Sorocabana 4x2 CA Votorantim
30/03/1947 - AA Scarpa 0x1 CA Votorantim

## Classificação final
| 1 | Scarpa     | 8 | 10 | 4 | 2 | 2 | 23 | 14 | 9  |
| 2 | Votorantim | 8 | 8  | 4 | 0 | 4 | 14 | 15 | -1 |
| 3 | Fortaleza  | 8 | 8  | 3 | 2 | 3 | 11 | 12 | -1 |
| 4 | Estrada    | 8 | 7  | 3 | 1 | 4 | 17 | 19 | -2 |
| 5 | São Bento  | 8 | 7  | 2 | 3 | 3 | 13 | 18 | -5 |
| J - Jogos; PG - Pontos ganhos; V - Vitórias; E - Empates; D - Derrotas; GP - Gols Pró; GC - Gols contra; SG - Saldo de gols |            |   |    |   |   |   |    |    |    |

## Premiação
| Campeão Amador de Sorocaba de 1946 |
| ---------------------------------- |
| Scarpa (1º título)                 |